# Borsec
Borsec é uma cidade da Roménia com 3109 habitantes, localizada no distrito de Harghita.